# Lysandra arentior
Lysandra arentior är en fjärilsart som beskrevs av Ruggero Verity 1937. Lysandra arentior ingår i släktet Lysandra och familjen juvelvingar. Inga underarter finns listade i Catalogue of Life.